# Hypoestes polythyrsa
Hypoestes polythyrsa är en akantusväxtart som beskrevs av Friedrich Anton Wilhelm Miquel. Hypoestes polythyrsa ingår i släktet Hypoestes och familjen akantusväxter. Inga underarter finns listade i Catalogue of Life.